# マジノ線
マジノ線（マジノせん、仏: Ligne Maginot、独: Maginot-Linie、英: Maginot Line）は、フランス・ドイツ国境を中心に構築されたフランスの対ドイツ要塞線である。当時のフランス陸軍大臣アンドレ・マジノ（André Maginot、1877年 - 1932年）の名を冠してマジノ線と称する。
北はロンヴィ（フランス・ベルギー・ルクセンブルク三国国境の街）から、南は地中海フランス・イタリア国境にまで至る長大な複合要塞である。なお、一般にはバーゼル（フランス・ドイツ・スイス三国国境の街）以北を「マジノ線」と呼び、対イタリア防衛を主眼とした南部の要塞線は「アルパイン線（Alpine Line）」と称する。

## 沿革

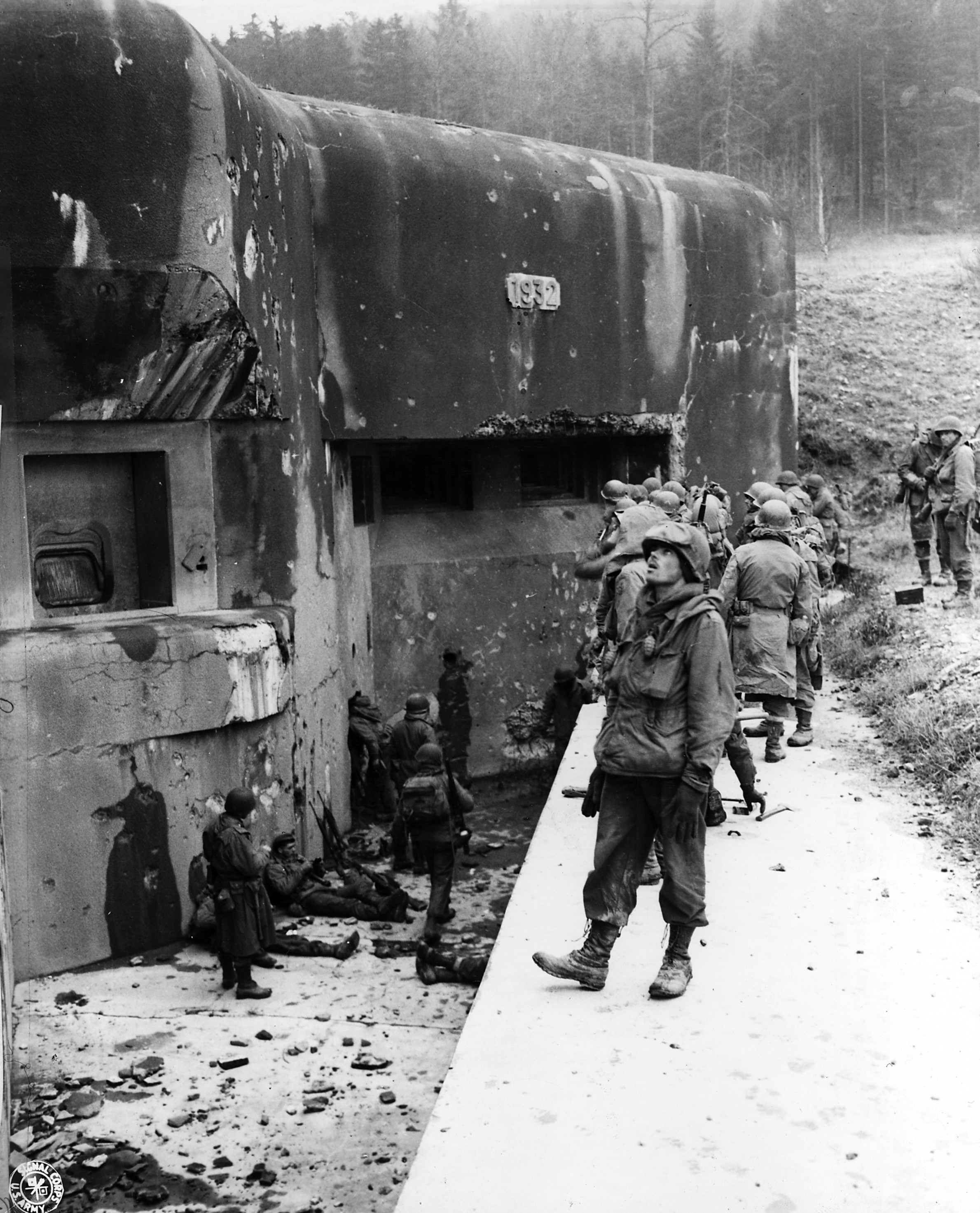
マジノ線に到着した連合軍兵士（撮影地フランス、アルザス地域圏バ＝ラン県のClimbach、1944年12月15日撮影）

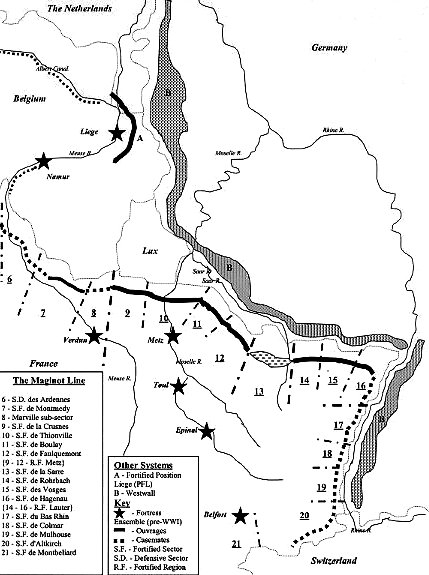
マジノ線の地図（ルクセンブルク国境付近）

フランスは、第一次世界大戦において甚大な物的、人的損害を被った。敵国であったドイツ帝国は大戦に敗北し、ドイツはヴァイマル共和国という民主主義国家として新たなる道を歩み始めたが、その事をもってもドイツの脅威が去ったと捉える者は少なく、ドイツに対する軍事的劣勢の解消が喫緊の課題とされた。先の大戦の経験から消耗戦を恐れ、防衛重視の戦略に傾倒したフランスは、戦闘員の不足を補う方策として、国境地帯における要塞の建設を軍事戦略の柱として位置付けた。第一次世界大戦で大量の若年男性を失ったことによる、一時的なフランスの少子化・人口減少も、これを推し進めた。
第一次世界大戦下の塹壕戦における膠着した戦闘の様子は小説『西部戦線異状なし』に鮮明に描かれているが、最前線に塹壕を構築し、両軍がにらみ合いを続け、双方が笛の音を合図に一進一退の突撃を繰り返す、お互いに塹壕を掘っては取り合うという戦い方は、多くの兵士の命を意味もなく無駄にするだけであった。西部戦線は、互いの国民を大量に動員し、大量に消費しあう戦争であった。生身の人間の貧弱な防御力と兵器の絶大な攻撃力、両者のあまりのアンバランスが、約500万人の犠牲者を生み出した。戦後、西部戦線参戦国ならばどの国にも例外なく厭戦感が蔓延していた。
構想自体はマジノが提唱する前から存在したが、「一定の間隔ごとに要塞群を配備すべきだ」とする要塞地帯委員長ジョゼフ・ジョフル元帥と、「連続した要塞線を構築すべきだ」とする陸軍最高顧問フィリップ・ペタン元帥との間に確執が生じ、妥協案として対ドイツ国境においてはペタンの案が、また対ベルギー・ルクセンブルク国境においてはジョフルの案が採用された。もっとも、対ベルギー国境部分に関しては、ドイツへの宣戦布告後に本格的な建造が始まったが、結局間に合わなかった。
1936年、幾多の曲折を経てマジノ線は竣工。総工費は約160億フラン、維持費・補強費として更に140億フランが投じられた。難攻不落を期待されたが、第二次世界大戦開戦後の1940年に、ドイツ軍は要塞の手薄な北方からマジノ線を迂回するためオランダ、ベルギー、ルクセンブルクの低地諸国を侵攻し、アルデンヌ奇襲により国境を越える。アルデンヌの森は自然の要害で、磁石による方位の測定はできないため重砲や戦車は通れず行軍は不可能であるとフランス軍は判定していたため、要塞構想の範囲から全く外れていた。しかし、アルデンヌの森をドイツ軍は新型戦車を用いて突破、国内に雪崩れ込み、フランスは満足な抵抗もできぬまま敗北を喫するに至った（ナチス・ドイツのフランス侵攻）。
1944年、ノルマンディー上陸作戦を経て連合国軍が反攻を開始するとドイツ軍は守勢に回った。連合軍が独仏国境に迫ると、マジノ線の要塞はドイツ軍の防御拠点として利用された。しかし、一定の防御効果はあったものの、長期にわたって連合国軍を阻止することは出来なかった。

## 構造

隠ぺい型の砲塔の構造図の動画。

当時の最新建築技術と火力を用い、峻険な地形を活用した構造となっている。
108の主要塞を15kmの間隔で配置、連絡通路として地下鉄を通している。要塞には火砲を戦艦に準じた構造の隠ぺい型の砲塔や射撃装置を配置、前方には対戦車用に配置された鉄骨と対歩兵用の鉄条網地帯を設けている。厚さ350cm以上のコンクリートで防御され、発電室や武器弾薬庫は全て数十mの地下に建造、更に各区画は装甲鉄扉で区分された。

## 議論

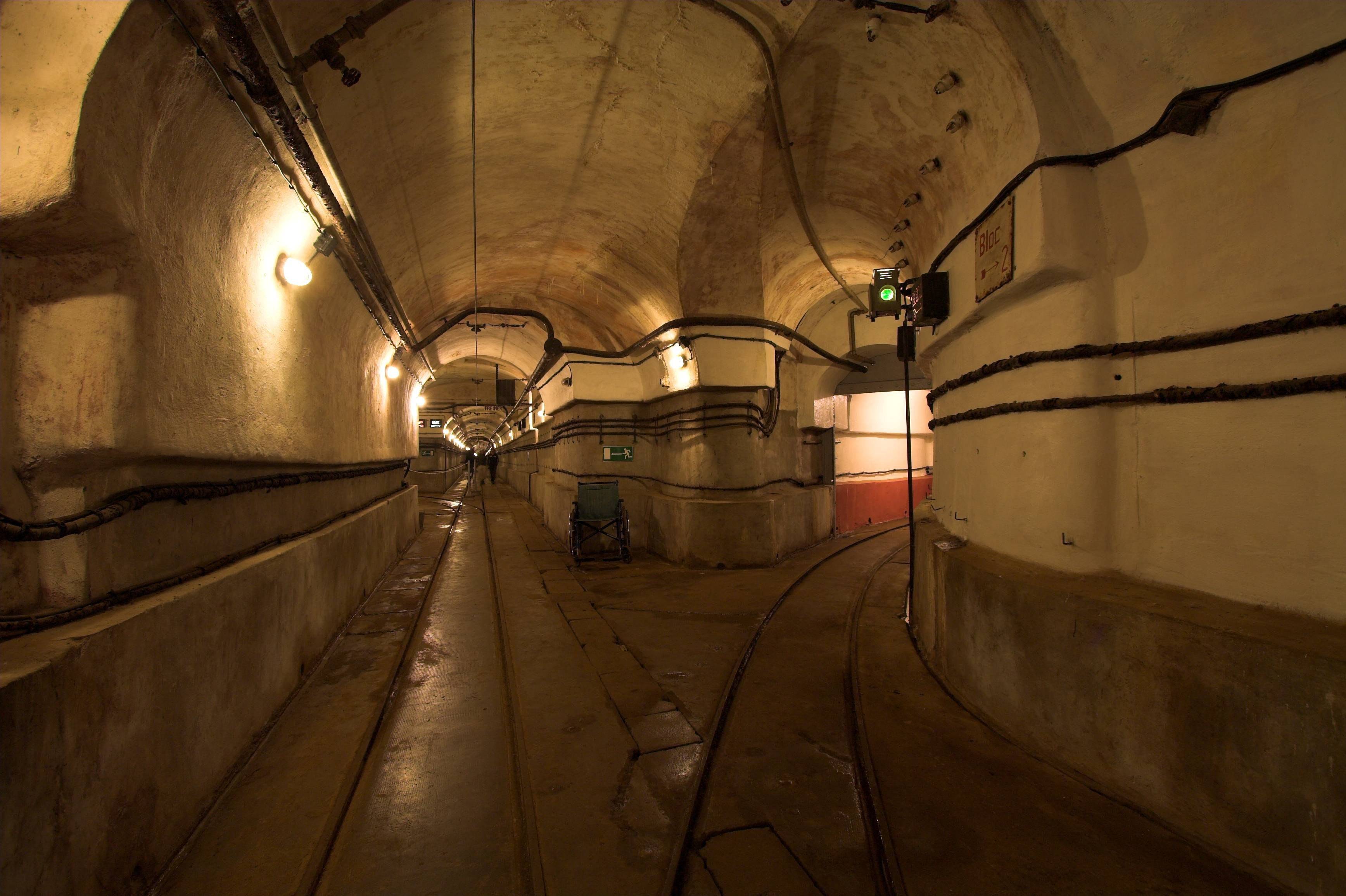
シェーネンブール要塞の内部。床には兵員移動用の電気トロッコのレールが残る。

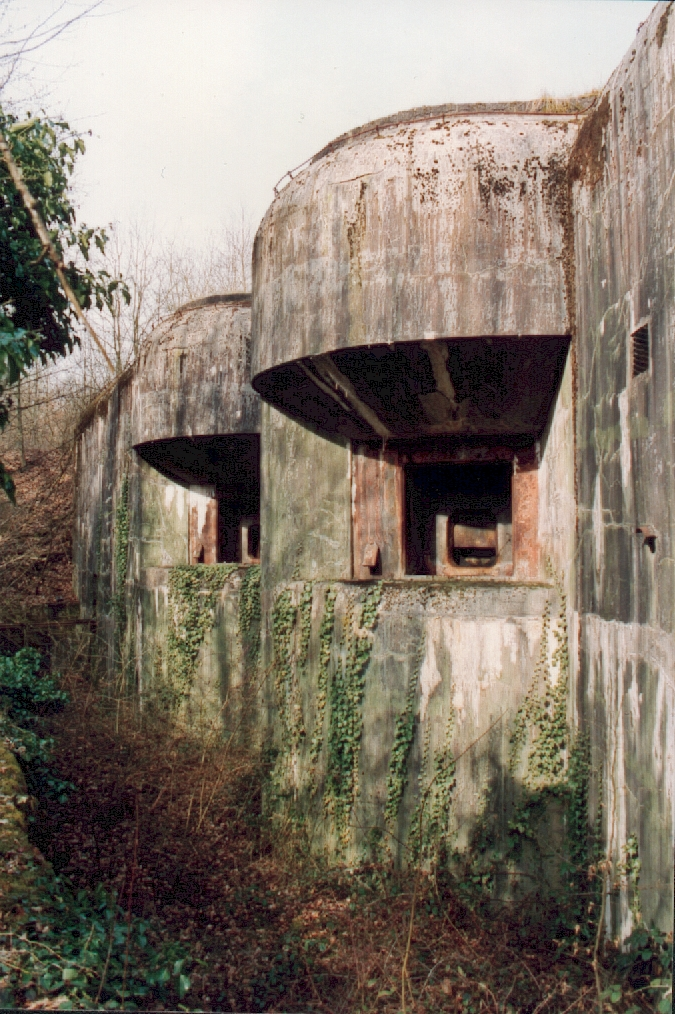
ティオンヴィル要塞の砲郭（ケースメイト）。

マジノ線構想の戦略上の問題として、以下の点が指摘されている。
- 国境一帯を網羅した防御体制を展開するために、常に大量の兵力を配備せねばならなかった。
- 中立国ベルギーを刺激するのを避けるため、また資金不足のため、対ベルギー国境は後回しになり、第二次世界大戦開戦時には構築されていなかった（しかし、第一次世界大戦時にもドイツはベルギー経由でフランスに侵攻しようとした。(シュリーフェン・プラン)）。
- 膨大な建設費や維持費が軍事予算を圧迫し、他部門（新型の戦車や戦闘機などの調達）に資金を充てる事が困難になった[要出典]。
- 「マジノ線の防御は鉄壁である」との過度の期待のため、また上述の通りマジノ線に大軍を投入したため、機動力を軽視する結果に陥った。
- ドイツ軍がアルデンヌを突破した後、マジノ線守備隊は直接ドイツ軍と戦う部隊の増援にもドイツへ逆侵攻を行ってドイツ軍部隊への補給を寸断することも出来ず、戦略的、戦術的に殆ど存在意義の無い「遊兵」と化してしまった。

巨費を投じて築造されたにも拘らずドイツ軍の侵攻を許した事から、「無用の長物」の代名詞として引き合いに出される事が多いが、正面からの攻撃に対しては一定の効果があった。
また、対ベルギー国境に強固な要塞群が築かれなかったのは予算不足でも隣国に対する配慮でもなく、来るべき次の戦争において、ドイツ軍に正面攻撃を躊躇わせ、先の大戦同様ベルギーを通るように仕向けるための高等戦略であったとする説もある。
実際、ベルギー側からマジノ線をベルギー国境まで延ばしてほしいという要望が盛んにあったが、フランス側にはベルギー国境をあえて開放することで、以下のような利点があった。
- フランス側からすればベルギー国境を要塞化しても、ドイツ軍がベルギー方面から迫った場合、フランスの工業地帯が砲撃の射程内に入ってしまって意味が無い。このため、ドイツ軍がベルギーに侵攻した際には逆にフランス軍がベルギー領に入り、そこに防衛線を築いたほうが工業地帯防衛には得策である。
- ベルギー及びフランスがドイツの手に落ちることをイギリスが黙って見ているはずはない。ベルギーにドイツが侵入しやすいようにしておいたほうが、イギリスを味方とするのに都合が良い。
- ベルギーを迂回して時間を稼がせることで、フランスが兵力を集中する余裕ができる。

マジノ線から動かせなかったというのは、ドイツ軍がジークフリート線をマジノ線に対面させる形で建設させていたため動かせなかったというのがある。塹壕戦の発想で動いているため敵が強固な陣地を築いている時は相応の戦力で挑むしかなかったというのがある。

## ドイツ軍の対マジノ線兵器
ドイツ軍は対フランス戦線においてマジノ線を突破するために、さまざまな大口径の砲を開発することとなったが、それらが実際にフランス戦線で用いられることはなく、後に主戦場となる東部戦線において用いられた。
- 80cm列車砲
- カール自走臼砲
- VK3001(H) 12.8cm自走砲

## 現在のマジノ線
大きな要塞のいくつかは一般公開されており内部を見学することができる。小規模な砦やトーチカは放置され畑や草原の中に埋もれている。